# Hustla's Handbook
Hustla's Handbook è il settimo album in studio del rapper statunitense Mack 10, pubblicato nel 2005.

## Tracce
1. Like This (featuring Nate Dogg) - 3:50
2. Da Bizness - 4:10
3. Pop (featuring Red Cafe & Wanted) - 4:12
4. Dome Shot (featuring Young Soprano) - 2:49
5. Don't Hate Me (featuring DL & Wanted) - 4:06
6. The Testimony (featuring Young Soprano & Pastor Steven Hamilton) - 3:59
7. Step Yo Game Up (featuring B-Real & DJ) - 3:43
8. So Gangsta (featuring Butch Cassidy) - 3:13
9. I'm a Star (featuring Ruka Puff & Bigga Brown) - 3:57
10. My Chucks - 3:20
11. Keep It Hood (featuring Bre Perry) - 4:24
12. Cognac & Doja (featuring Butch Cassidy & Young Soprano) - 3:47
13. By the Bar (featuring Kanary Diamonds & Wanted) - 3:56
14. Mack Sinatra (Skit) - 0:39
15. Livin Just to Ball - 4:23
16. Ride Out (featuring Chingy) (Bonus track) - 3:40